# Chiesa della Visitazione di Maria ad Elisabetta (Vestone)
La chiesa della Visitazione di Maria ad Elisabetta è la parrocchiale di Vestone, in provincia e diocesi di Brescia; fa parte della zona pastorale dell'Alta Val Sabbia.

## Storia
Originariamente il borgo ricadeva nella giurisdizione della pieve di Santa Maria di Idro, anche se poi a partire dal Duecento crebbe l'importanza della chiesa vestonese di San Lorenzo.
La cappella della Visitazione è invece attestata per la prima volta in un testamento nel 1472 e poi nuovamente nel Catalogo queriniano del 1532.
Nel 1580 l'arcivescovo di Milano Carlo Borromeo, durante la sua visita, trovò che questa chiesa era la più importante della parrocchia e ordinò di restaurarla o di ricostruirla dalle fondamenta. 
La nuova parrocchiale fu portata a compimento nel 1594 dall'architetto Pier Maria Bagnatori detto il Bagnadore, anche se la facciata venne ultimata nel 1619; il 4 maggio 1625 il vescovo ausiliare Michele Varoglio impartì la consacrazione.
Dalla relazione della visita pastorale del 1703 del vescovo Marco Dolfin si apprende che i fedeli ammontavano a 850 e che la parrocchiale, in cui erano ospitati sei altari, aveva alle proprie dipendenze la chiesa di San Lorenzo Martire e gli oratori di San Giovanni, dei Santi Pietro e Paolo e dei Santi Rocco e Sebastiano.
Nel maggio del 1797 le truppe francesi diedero fuoco alla chiesa, che riportò vari danni soprattutto nell'area del presbiterio; le lesioni furono sanate entro il 1830.
La parrocchiale, restaurata all'inizio del Novecento, venne adeguata alle norme postconciliari negli anni settanta.

## Descrizione

### Esterno
La facciata a salienti della chiesa, rivolta a nordovest, è suddivisa da una cornice marcapiano in due registri, entrambi scanditi da lesene; quello inferiore presenta il portale d'ingresso con coronamento curvilineo e i due ingressi minori, mentre quello superiore, affiancato da volute, è caratterizzato da un'ampia trifora e concluso dal timpano di forma triangolare.
Annesso alla parrocchiale è il campanile in pietra a base quadrata, la cui cella presenta su ogni lato una monofora ed è coperta dal tetto a quattro falde.

### Interno

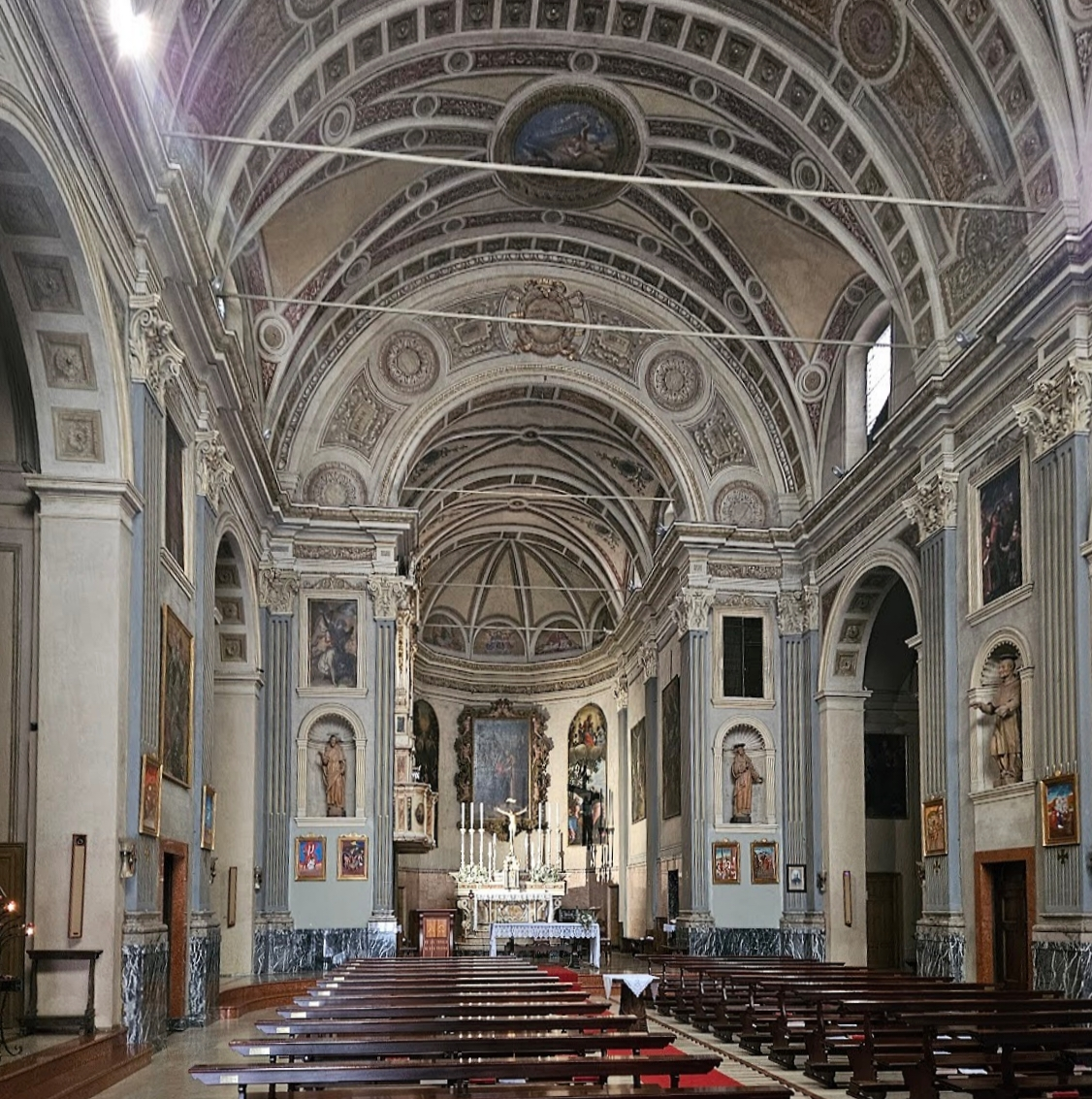
L'interno

L'interno dell'edificio si compone di un'unica navata, sulla quale si affacciano le cappelle laterali introdotte da archi a tutto sesto e le cui pareti sono scandite da lesene sorreggenti la trabeazione modanata e aggettante sopra la quale si imposta la volta a botte; al termine dell'aula si sviluppa il presbiterio, rialzato di alcuni gradini e chiuso dall'abside semicircolare.
Qui sono conservate diverse opere di pregio, tra le quali l'altare maggiore, costruito nel 1926 da Severo Trotta, le due pale raffiguranti rispettivamente la Madonna del Rosario e la Crocifissione, entrambe eseguite da Palma il Giovane, e le due statue ritraenti i Santi Carlo Borromeo e Giovanni Battista.